# 魔夜峰央
魔夜 峰央（まや みねお、本名：山田 峰央〈やまだ みねお〉、1953年3月4日〈昭和28年〉 - ）は、日本の男性漫画家。新潟県新潟市（現・同市中央区）出身。血液型はO型。通称（作品内での一人称）「ミーちゃん」。

## 来歴
新潟市立関屋中学校卒業後、新潟県立新潟南高等学校に入学。高校2年の夏休み中の8月28日より漫画を描き始め、以後毎日執筆を続けたとの事。大阪芸術大学に入学したが2年で退学。
1973年（昭和48年）、『別冊マーガレット』（集英社）1973年8月号「別マまんがスクール」で佳作受賞、同年『デラックスマーガレット』（集英社）1973年秋の号に掲載の『見知らぬ訪問者』でデビュー。当初は本名での作品発表であったが、後に現在のペンネームに改名。
1978年（昭和53年）、『ラシャーヌ!』を連載開始。デビュー以来オカルト・ホラーもしくはミステリー調のシリアス路線が作品の主体であったが、同作からギャグ路線に変更。
同年、『パタリロ!』の連載開始。
1980年（昭和55年）頃、バレエダンサーの山田芳実と出会い、後に結婚。二人が出会った時の年齢は、自身のキャラクターであるバンコランとマライヒの年齢と奇しくも同じであったという。その後、2児（一男一女）をもうける。娘は2017年（平成29年）に山田マリエ名義で漫画家としてデビューした。
1982年（昭和57年）には同作がフジテレビにてテレビアニメ化された。1983年（昭和58年）に劇場公開されたアニメ映画作品『パタリロ! スターダスト計画』では、魔夜が声優として特別出演した他、主題歌「RUN AWAY 美少年達（ローズボーイズ）!」の歌唱も担当した。
1984年（昭和59年）、フジテレビのクイズ番組『クイズ!お金が大好き』にレギュラー出演。
1988年（昭和63年）にトンキンハウス（東京書籍）から発売されたファミリーコンピュータ用ゲームソフト『エリュシオン』のキャラクターデザインを手がけている（元はPC-9800シリーズ用ゲームソフトの移植作で、1986年（昭和61年）にシステムソフトから発売された同名のアドベンチャーRPG）。また、『ラシャーヌ!』でこのゲームのキャラが脇役として登場した事がある。
1992年（平成4年）頃に突然倒れて意識不明になったことを、2011年『週刊文春』（文藝春秋）11月24日号にて妻の山田芳実が語っている。
1994年（平成6年）から数年間、ストーリー4コマ漫画の技法を作品に積極的に取り入れていた。一般的なストーリー漫画の途中で4コマ漫画が突如挿入されるという独特のスタイルで、魔夜はこれをストーリー4コマの略で「スト4」と呼称。
1999年（平成11年）「パタリロ!」で第28回日本漫画家協会賞優秀賞受賞。
2007年（平成19年）には『パタリロ西遊記!』が舞台化。魔夜はキャストとして出演もし、ダンスと振り付けを妻の山田が担当した。
2008年（平成20年）時点で開始から30年を越えた『パタリロ!』は、その後も連載を継続中。『パタリロ!』シリーズは外伝も含めれば100冊を越え、少女漫画界では随一の長編作品である。
2015年（平成27年）、1986年（昭和61年）出版の短編集に収録されていた『翔んで埼玉』がネットで話題となり、約30年ぶりに復刻出版され、2015年（平成27年）12月25日時点でAmazonの本の売れ筋ランキングで1位となった。
2019年（平成31年）2月22日、『翔んで埼玉』が実写映画公開された。冒頭のシーンに本人役で出演している。

## 作風と影響
オーブリー・ビアズリーに影響を受けたという、ベタを印象的に使って、白黒の強い階調を感じさせる独特の画風が特徴。また、背景が極度に抽象化されて描かれることが多い。主人公名がそのままタイトルになっている作品が多い。その事について魔夜自身は「読者に早く主人公の名前を覚えて貰うため」と語っている。「頭にノコギリや傘を突き立て、流血させたまま平気でキャラクターに会話を続けさせる」というギャグを好んで使う。また、時折ほとんど意味のないコマが合間に登場する。 ネームを描かず最初から原稿を描き始めるので、結末近くのコマが台詞だらけになることもままあるとのこと。
大学を辞めたのち、漫画家になりたいから2年間食わせてくれと親を説得し、人生で一番読書を行った。各国のSFと推理小説をメインに半年で約750冊を読破、SFをはじめ多岐に渡る知識を得ており、それが作品に影響している。クトゥルー神話にも造詣が深く、複数の作品のコンセプトとなっている。また、服の皺はさいとう・たかを、草の描き方等は水木しげる、横顔は池田理代子、ふきだしは萩尾望都から影響を受けているとの事。ギャグ漫画の執筆は『がきデカ』を読んだことが一つのきっかけとなった。
過去には「まだ誰も手を付けていないジャンルを描こう」と考え、『パタリロ!』を中心とする作品群でいろいろ手を広げてみたが、いざ描いてみると「すでに手塚治虫さんがすべて開拓済みだったんだよ」として絶望したという。
「ミ～ちゃんち NO.9（『親バカの品格』収録）」によると、毎週月曜日から金曜日の5日間、1日8時間仕事をしており、締め切りを破るどころか「締め切りの2ヶ月前」に原稿を上げたこともある。だが、一度だけ30ページの予定を一本丸々忘れていたことがあり、まだ手を付けていなかった仕事のページ数を減らしてもらったことがある。

## 人物
- 『妖怪缶詰』によれば、名前「峰央」の由来は大角岑生（昭和期の海軍大将、男爵）からとったと言われている。大角は赤穂義士の行動を愚挙として否定した事で知られる[12]。魔夜は史実の元禄赤穂事件とフィクションの忠臣蔵とはあくまで別物として、自身の作品（時代劇版パタリロ!）にもフィクションを取り入れている（作画ではマライヒが松平鞠之嬢。チーフアシスタント・純が吉良上野介に扮している）。
- 悪魔や妖怪（存在するかという科学的考察でなく、田舎には何か潜んで欲しいという人文科学的興味）、そして宝石（持ち運べる財産として調べ始めた趣味）の知識に長けていて、それらを生かした「オカルト」「ミステリー」「ギャグ」の作品が多い。
- 自身の好きなキャラクターはマライヒ。
- 同性愛を題材にする作品を多く手がけているため、同性愛者からは作者自身が同性愛者と思われる事が多く、ファンレターや写真集が送られてきた事もあった[13]。
- 尊敬する人物は、当時の区分けで同じ選挙区だった田中角栄。また、落語家では古今亭志ん生と立川談志を挙げている[3]。作中にも落語ネタが随所に出てくる。
- ばんばひろふみの「パックインミュージック」の「青春の激怒」に投書をして放送で読まれたことがある。内容は、ばんばが「パタリロ」を「パタリ口（ぐち）」と誤読したことに抗議するものだった。
- 2010年（平成22年）7月末からTwitterで発言している。薦めたのは『パタリロ!』文庫版で解説を書いた縁のある相川七瀬。妻の山田芳実も数週間先にTwitterを始めており、夫婦の会話が発言上で交わされる事もある。アカウントを"miichan28saipru"とするなど「永遠の28歳ネタ」は健在である。
- 過去に埼玉県に住んでいたことがある。
- 母親の実家が真言宗の寺で、自身も真言宗の信者であり、場合によっては僧侶になっていたかもしれないとTwitterにて告白している。ちなみに、彼の代表作『パタリロ!』の主人公・パタリロ・ド・マリネール8世も真言宗の信者という設定がある。
- 作者にとって最も愛着があるキャラクターは「竹中くん」[14]。紐のように細い目と、歯をみせて笑っているような表情を常に崩さないのが特徴の少年キャラで、多くの魔夜作品でモブやゲストとして登場している。ただし、彼がレギュラーに採用された作品は一つもない。竹中くんは作品によって性格や役所は異なり、一種のスターシステムとして機能している。
- 『ガラスの仮面』の作者美内すずえのアシスタント経験があり、後年『パタリロ!』で「ガラスのパタリロ仮面」（劇中でパタリロが『ガラスの仮面』の演劇を行う。単行本第37巻収録）というエピソードを描いている。美内も、『ガラスの仮面』で主人公北島マヤにクックロビン音頭の手拍子「パパンがパン」を観客に求めさせている。
- 『少女まんが入門』で「こんな変な人も実際に生きてるのだから、面白いキャラクターを考える際の参考に」と魔夜から鈴木光明に届いた手紙が紹介され、「先生から電話が掛かってきた後、愛犬を連れて散歩に出たら100円を拾いました。さすが先生からの電話には御利益があると思いましたが、よく考えたら、今時100円じゃ何も買えません。次から1万円拾えるように電話を掛けて下さい」との文面が公開されている[15]。また、魔夜の本名（山田 峰央）のことも取り上げられ、「山田ミネコの旦那さんではありません」とも説明されている。
- 縄張り意識が強い一面があり、自宅でも自分の部屋には、たとえ家族であっても絶対に入らせないという[11]。
- 酒豪であり、娘曰く「ウイスキーをストレートで並々と注いであっという間に飲む」らしい[11]。しかし暴飲が祟り、2016年（平成28年）2月に肝臓を患い倒れ療養を余儀なくされた。倒れた時点でΓ-GTPの値が1,230（健康な状態であれば16から86）に達していたという[16]。
- 一方、食事に対しては欲求がなく、現在[いつ?]は1日に夕食を1食摂るだけで食べることを面倒臭いと思うことすらあるという。[16] 2019年（平成31年）4月上旬に内視鏡検査で初期の食道ガンが見つかる。

## 継続中の作品
- 『パタリロ!』（正編/本編）[17] …白泉社『マンガPark』
- 『眠らないイヴ』 …竹書房『まんがライフ』毎年1回・1月号のみ掲載
- 『May探偵プリコロの○○』 …東京創元社『Webミステリーズ!』（毎月15日更新）

## 作品リスト

### パタリロ! 及びラシャーヌ! 関連
- パタリロ! …『マンガPark』（1978年 - 連載中）[注 3][17]- 2022年6月時点で、花とゆめコミックスの正編のみで104巻まで刊行されている。スピンオフ作品まで含めればコミックスの巻数は120巻を超えている。
- パタリロ!99.9 [トリビュート・ファンブック] - 1～100巻ストーリーガイド
- パタリロ! [アニメ全百科]  - 花とゆめコミックススペシャル（1982年）。原作・魔夜峰央、白泉社・フジテレビ・東映動画による共著[18]。アニメ版のキャラクター設定デザイン集、アフレコ風景など。
  - パタリロ西遊記! - 『月刊メロディ』
    - パタリロ西遊記!外伝

  - パタリロ源氏物語! - 『MELODY』
  - 家政夫パタリロ!シリーズ - 『Silky』
    - 家政夫パタリロ!
    - 奥様はパタリロ!
    - ビストロ温泉パタリロ!
    - 出もどり家政夫パタリロ!
    - 仁義なき家政夫パタリロ!

  - パパ!?パタリロ! - Silkyに連載された本編の外伝。
  - 恋するマライヒ - 花とゆめコミックススペシャル（2018.11.20）
- ラシャーヌ! - 『花とゆめ』『別冊花とゆめ』『LaLa』など（1978年 - 1989年）

### アスタロト
- アスタロト 【未完】 - 『別冊プリンセス』（1991年 - 1994年）
  - アスタロト外伝 【未完】 - 『ひとみCCミステリー』（1995年 - 1996年）
  - ファーイースト

### トラウマ!! 及び関連作品
- 妖怪始末人トラウマ!! - 『月刊コミコミ』（1986年 - 1988年）
  - 妖怪始末人トラ・貧!! - 『プリンセスGOLD』（1991年 - 1993年）
  - 妖怪始末人トラウマ!!と貧乏神 - 『別冊YOU』（2007年 - 2009年）
- 妖怪学園ザビエル

### その他の連載・シリーズ
- 妖怪盗賊マザリシャリフ - 『LCミステリー』（1994年 - 1995年）
- 邪神ハンター ピーチドラゴン
- ゼロ星 - 『プリンセスGOLD』（1994年 - 1997年）
- 毒師プワゾン
- 破異スクール斬鬼郎
- 美少年的大狂言
- 魔ジャリ
- 翔んで埼玉
- 横須賀ロビン
- やおい君の日常的でない生活
- ルル亀! - 『少年ジェッツ』（1981年 - 1982年）
- おらが丸
- V.マドンナ(原作･野沢尚)
- 面白半分個
- 妖怪缶詰
- 親バカ日誌
  - 親バカの壁（親バカ日誌2）
  - 親バカ輪舞（親バカ日誌3）
  - 親バカの品格（親バカ日誌4）
- シオン魔日記
- ミッドナイト・ディメンション
- サプライズホテル
- クレプスキュール -逢魔が刻-
  - トワイライト -大禍刻-
  - オーロラ -王魔が刻-
- 魔夜峰央のまどろみ日記　本日も異常ナシ（『きのう今日ナス』改題）
- 黄昏マンガ家ミーちゃんのSFですよ
- May探偵プリコロ
  - May探偵プリコロの○○
- 邪神ハンターピーチドラゴン
- 眠らないイヴ … 『まんがライフ』（2000年 - 連載中） -  1月号に毎年掲載される作品で、連載スタートから18年後に単行本1巻が出版。
- 2万光年翔んで新潟  - 「目玉のマッチャン」改題作を含む全5作から成るSF関連作品集[19]。

### 読み切り・短編など
- 見知らぬ訪問者（1973年、デラックスマーガレット秋の号）
- タロット（1974年、デラックスマーガレット夏の号）
- やさしい悪魔（1975年、増刊花とゆめ）
- 妖怪芭蕉の守（1975年、ララ12月号）
- 妖怪油赤子（1976年、ララ5月号）
- 天狗の顔[20]（1976年、花とゆめ14号）
- 霧魔（1977年、ララ10月号）
- 牡丹灯籠（1977年、ララ12月号）
- 怪奇生花店（1977年、花とゆめ17号）
- 吸血のデアポリカ（1977年、花とゆめ17号）
- 悪魔の雷鳴（1977年、ララ1月号）
- 妖怪稚児地蔵[20]（1977年、ララ5月号）
- 妖怪女妖観音（1977年、ララ7月号）
- 悪魔の契約（1977年、ララ11月号）
- ルル＝ベル火星行（1978年、ララ6月号）
- 若さま[20][21]（1979年、花とゆめ12号）
- ヴァンコラン（1980年、花とゆめ14号）
- パンドラキン１（1980年、別冊花とゆめ秋の号）
- タロット（1980年。別冊花とゆめ秋の号）‐上記とは別作品。
- 貴婦人の唇[20]（1980年、別冊花とゆめ 昭和55年冬の号）
- 妖怪教室（1981年、ララ12月号）
- 茸ホテル（1981年、別冊花とゆめ春の号）[22]
- 妖魔－レプラコーン－（1981年、別冊花とゆめ秋の号）
- 魔界（1981年、別冊花とゆめ秋の号）
- 妖怪高女（1981年、花とゆめ5月増刊号）
- パンドラキン２（1981年、別冊花とゆめ冬の号）
- パンドラキン（1981年、別冊花とゆめ夏の号）[23]
- てれてんぽ 島原の乱（1987年、花とゆめEPO 7月号）
- てれてんぽ たんたんたぬき（1988年、花とゆめEPO 11月号）
- 絶滅少年カマタリ！（1990年、花とゆめ20号）
- 魔獣のマオちゃん（1990年、花とゆめ23号）
- 禁断の初場所（1991年、花とゆめ3号）
- 官能の初場所（1991年、花とゆめ7号）
- 猟奇の良貴（LCミステリー、1993年9月号）

初出不明
- この世の果て
- 命 売ります
- 焼き肉はいかが？[24]